# Zgromadzenie Legislacyjne Saskatchewan
Zgromadzenie Legislacyjne Saskatchewan – inaczej Parlament Saskatchewan Legislative Assembly of Saskatchewan składa się współcześnie z 61 deputowanych Members of Legislative Assembly w skrócie MLA. Wybierani są oni w 61 jednomandatowych okręgach wyborczych. Partia zobywająca większość w parlamencie tworzy rząd prowincjonalny, a jej przewodniczący zostaje Premierem Saskatchewan. Druga partia w parlamencie otrzymuje status oficjalnej opozycji.
| Kadencja | Data wyborów         | Reprezentowane partie polityczne | Liczba deputowanych (MLA) |
| -------- | -------------------- | --- | ------------------------- |
| 1        | 13 grudnia 1905      | Liberalna Partia Saskatchewan – 16 Partia Praw Prowincjonalnych – 9                                                                                      | 25                        |
| 2        | 14 sierpnia 1908     | Liberalna Partia Saskatchewan – 27 Partia Praw Prowincjonalnych – 14                                                                                     | 41                        |
| 3        | 11 czerwca 1912      | Liberalna Partia Saskatchewan – 45 Konserwatywna Partia Saskatchewan – 7 Niezależny – 1                                                                  | 53                        |
| 4        | 26 czerwca 1917      | Liberalna Partia Saskatchewan – 51 Konserwatywna Partia Saskatchewan – 7 Niezależny – 1                                                                  | 59                        |
| 5        | 29 czerwca 1921      | Liberalna Partia Saskatchewan – 46 Niezależni – 7 Progresywna Partia Saskatchewan – 6 Konserwatywna Partia Saskatchewan – 2 Niezależny konserwatysta – 1 | 63                        |
| 6        | 2 czerwca 1925       | Liberalna Partia Saskatchewan – 50 Progresywna Partia Saskatchewan – 6 Konserwatywna Partia Saskatchewan – 3 Niezależni – 4                              | 63                        |
| 7        | 6 czerwca 1929       | Liberalna Partia Saskatchewan – 28 Konserwatywna Partia Saskatchewan – 24 Niezależni – 6 Progresywna Partia Saskatchewan – 5                             | 63                        |
| 8        | 19 czerwca 1934      | Liberalna Partia Saskatchewan – 50 Progressive Party of Saskatchewan – 5                                                                                 | 55                        |
| 9        | 8 czerwca 1938       | Liberalna Partia Saskatchewan – 38 Federacja Wspólnot Spółdzielczych – 5 Kredyt Społeczny – 2 Partia Jedności Saskatchewan – 2                           | 52                        |
| 10       | 15 czerwca 1944      | Federacja Wspólnot Spółdzielczych – 47 Liberalna Partia Saskatchewan – 5                                                                                 | 52                        |
| 11       | 24 czerwca 1948      | Federacja Wspólnot Spółdzielczych – 31 Liberalna Partia Saskatchewan – 19 Niezależni – 2                                                                 | 52                        |
| 12       | 11 czerwca 1952      | Federacja Wspólnot Spółdzielczych – 42 Liberalna Partia Saskatchewan – 11                                                                                | 53                        |
| 13       | 20 czerwca 1956      | Federacja Wspólnot Spółdzielczych – 36 Liberalna Partia Saskatchewan – 14 Kredyt Społeczny – 3                                                           | 53                        |
| 14       | 8 czerwca 1960       | Federacja Wspólnot Spółdzielczych – 37 Liberalna Partia Saskatchewan – 17                                                                                | 54                        |
| 15       | 22 kwietnia 1964     | Liberalna Partia Saskatchewan – 32 Federacja Wspólnot Spółdzielczych – 25 Progresywno-Konserwatywna Partia Saskatchewan – 1                              | 58                        |
| 16       | 11 października 1967 | Liberalna Partia Saskatchewan – 35 Nowa Demokratyczna Partia Kanady – 24                                                                                 | 59                        |
| 17       | 23 czerwca 1971      | Nowa Demokratyczna Partia Kanady – 45 Liberalna Partia Saskatchewan – 15                                                                                 | 60                        |
| 18       | 11 czerwca 1975      | Nowa Demokratyczna Partia Kanady – 39 Liberalna Partia Saskatchewan – 15 Progresywno-Konserwatywna Partia Saskatchewan – 7                               | 61                        |
| 19       | 18 października 1978 | Nowa Demokratyczna Partia Kanady – 44 Progresywno-Konserwatywna Partia Saskatchewan – 17                                                                 | 61                        |
| 20       | 26 kwietnia 1982     | Progresywno-Konserwatywna Partia Saskatchewan – 55 Nowa Demokratyczna Partia Kanady – 9                                                                  | 64                        |
| 21       | 20 października 1986 | Progresywno-Konserwatywna Partia Saskatchewan – 38 Nowa Demokratyczna Partia Kanady – 25 Liberalna Partia Saskatchewan – 1                               | 64                        |
| 22       | 21 października 1991 | Nowa Demokratyczna Partia Kanady – 55 Progresywno-Konserwatywna Partia Saskatchewan – 10 Liberalna Partia Saskatchewan – 1                               | 66                        |
| 23       | 21 czerwca 1995      | Nowa Demokratyczna Partia Kanady – 42 Liberalna Partia Saskatchewan – 11 Progresywno-Konserwatywna Partia Saskatchewan – 5                               | 58                        |
| 24       | 19 września 1999     | Nowa Demokratyczna Partia Kanady – 29 Partia Saskatchewan – 25 Liberalna Partia Saskatchewan – 4                                                         | 58                        |
| 25       | 5 listopada 2003     | Nowa Demokratyczna Partia Kanady – 30 Partia Saskatchewan – 28                                                                                           | 58                        |
| 26       | 7 listopada 2007     | Partia Saskatchewan – 38 Nowa Demokratyczna Partia Kanady – 20                                                                                           | 58                        |
| 27       | 7 listopada 2011     | Partia Saskatchewan – 49 Nowa Demokratyczna Partia Kanady – 9                                                                                            | 58                        |
| 28       | 4 kwietnia 2016      | Partia Saskatchewan – 51 Nowa Demokratyczna Partia Kanady – 10                                                                                           | 61                        |

## Źródła
- Skład Zgromadzenia Legislacyjnego Saskatchewan w latach 1905 – 2007